# Jondor
Jondor (en ouzbek : Jondor/Жондор, en russe : Жондор) est un établissement de type urbain situé dans la région de Boukhara en Ouzbékistan.

## Histoire
De 1938 à 1977, le village de Sverdlovsk et le village de Sverdlovskaya étaient situés dans la région de Boukhara de la RSS d'Ouzbékistan, et servaient de centre administratif du district du même nom. Depuis 1981, il est devenu un établissement de type urbain appelé Jondor, qui est le centre administratif du district de Sverdlovsk (depuis 1992, Jondor (Jandar)),,.

## Géographie
Jondor est situé à 21 km à l'ouest du centre de Boukhara et à 465 km au sud-ouest de Tachkent. Les villes les plus proches de Jondor sont : Boukhara (23 km), Galaasia (26 km), Romitan (26 km), Kagan (31 km), Qorakoʻl (38 km), Vabkent (42 km), Alat (48 km), Shafirkan (50 km), Gijduvan (58 km), Karaulbazar (58 km), Qiziltepa (65 km), Gazli (75 km), Turkmenabat (88 km, Turkménistan), Muborak (99 km), Kanimekh (101 km), Zafarabad (112 km).

## Population
Le village de Zhondor se classe 170e en Ouzbékistan et 13e dans la région de Boukhara en termes de population.

## Industrie et économie
La ville dispose d'usines de plastique, de vin et de vodka, de mise en conserve, de produits laitiers et de pain. Le secteur industriel le plus développé est l'industrie textile. Les entreprises produisent des fibres, des matériaux non tissés, du fil et des fils. Le secteur agricole est principalement engagé dans la sériciculture. Il existe une entreprise conjointe ouzbeko-chinoise appelée « Khadan » pour la production de soie et de vers à soie, de cocons. Il existe des entreprises de l'industrie alimentaire, une usine de mise en conserve des fruits et légumes cultivés dans la région, de petites entreprises spécialisées dans la production de matériaux de construction, des organisations commerciales de gros et de détail vendant des produits industriels et alimentaires.

## Transport
La route internationale Boukhara — Turkmenabat (Chorjoy) traverse Jondor. Des bus circulent sur les itinéraires Jondor — Boukhara et Jondor — Karakol.

## Éducation
Il y a 2 écoles secondaires, 2 lycées pour enfants surdoués, un internat, 2 bibliothèques, un musée public et un hôpital central à Jondor. En 2001, un complexe a été construit à Jondor en mémoire des vétérans de la Seconde Guerre mondiale.

## Attractions
À 25 kilomètres de Jondor se trouve un monument archéologique, un site du patrimoine mondial de l'UNESCO, l'ancien site de Varakhcha. Il est situé à la périphérie ouest de l'oasis de Boukhara, sur le site d'un ancien cours d'eau qui alimentait la rivière Zeravchan.